# El náufrago
El náufrago, también conocido como El contrabandista, es una obra realizada por el pintor valenciano Asensio Julià Alvarrachi, discípulo y amigo íntimo de Francisco de Goya. Se trata de una pintura de pequeñas dimensiones (58 x 45 cm), realizada en óleo sobre lienzo, en el año 1815. 

## Procedencia del cuadro
Un año más tarde de su creación, en 1816, el propio Asensio Juliá donó esta obra a la academia en la que se había formado como pintor, la Real Academia de San Carlos de Valencia. Hoy en día la obra se encuentra en el Museo de Bellas Artes de Valencia, siendo la pieza número 585 del catálogo de la misma institución.
Para dar a conocer la obra de este artista, la Consellería de Cultura de Valencia organizó en 2010 una gran muestra, comisariada por Rafael Gil.

## Influencias
El traslado de Asensio a Madrid supondría entrar en contacto con los artistas más importantes del momento. De este modo, conoció al valenciano Mariano Salvador Maella y, gracias a este, tomó contacto con Francisco de Goya. Juliá no sólo se va a convertir en uno de sus discípulos más predilectos, sino que ambos van a entablar una gran amistad.
Tal es así, que Goya, ante el encargo de la ermita de San Antonio de la Florida y debido a su frágil estado de salud, depositó en él toda su confianza y delegó en Asensio la tarea de decorar dicha ermita.
Además, la amistad entre ambos va a quedar plasmada en los retratos que Goya dedicará a su pupilo. Ejemplo de ello lo podemos encontrar en uno de sus retratos, el que se encuentra en el Museo Thyssen-Bornemisza, en el que en la parte inferior del lienzo se aprecia la siguiente dedicatoria: Goya a su amigo Asensi. 
Al igual que sucede con Agustín Esteve, se considera a Asensio un artista de gran talento opacado por la figura del gran maestro, Goya. Por este motivo y por el legado de obras que dejó el artista, se ha determinado que era un hombre modesto y de escasa ambición, que se conformaba con los encargos de la burguesía de la época.
De nuevo, relacionado con el maestro, es reconocida la faceta de Juliá como copista de Goya. Asensi fue tan buen dibujante, que Rafael Esteve se encargaría de convertir los dibujos de este en grabados.

## Contexto
La obra se realiza en 1815, en un contexto inmediatamente posterior a la finalización de la Guerra de Independencia (1812). Por este motivo, dado que el artista vive desde cerca este acontecimiento, va a crear obras en las que fundamentalmente abunden los temas militares o las figuras alegóricas y dramáticas, siendo este último el tema que aparece en El náufrago.

## Análisis
En la mayor parte de la obra de Juliá se puede ver el claro influjo que ejerció en él la obra de Goya. Las temáticas que trata Asensio en sus obras son tan parecidas a las de Goya, que hasta hace pocos años se atribuían al maestro obras que realmente había realizado el discípulo. Ejemplo de ello es El ajusticiado, obra de Juliá y que sin embargo se había atribuido a Goya.
Asensio modela las figuras con contrastes de luces y sombras y utiliza el color en detrimento del dibujo. El náufrago, que el propio Asensio firma como "Juliá", es una de las obras más conocidas del pintor, reflejando en este tema el sentido romántico que le caracteriza.
Como la mayoría de las obras reconocidas o atribuidas a Asensio Juliá, El náufrago es una pintura de pequeño tamaño (58 x 45 cm).
En la obra se aprecia a un hombre de ropajes pobres, en el centro de la escena, caminando encorvado y con las manos en la espalda. Detrás, encontramos un árbol que marca una de las diagonales del cuadro y que aporta gran verticalidad y profundidad gracias a su ubicación. Es un árbol sin hojas, con formas muy lineales y puntiagudas, que evoca a las formas de los paisajistas románticos.
Todo esto se enmarca dentro de un paisaje rocoso, teniendo el mar como fondo y, en el margen izquierdo, en el horizonte, se puede apreciar una pequeña población en la que la arquitectura más reseñable es una almena o torre que destaca sobre el resto.
Alrededor del personaje, en el suelo, aparecen unas cajas de madera. Por este motivo, también se conoce esta obra como El contrabandista, pues no queda demasiado claro si se trata de un naufragio en el que las cajas han llegado hasta ese lugar impulsadas por el oleaje, o si es un contrabandista y en dichas cajas transportaría alguna mercancía. 
En cuanto a la composición, es bastante sencilla: para romper la horizontalidad que marca la línea de horizonte entre el mar y el cielo, y que pasa por la cintura del personaje, Asensio ubica la figura del propio personaje en contraposición a la del árbol, de tal modo que se cruzan y ambas forman diagonales diferentes que no solo rompen la horizontalidad, sino que aportan un gran equilibrio a la obra.
Por otro lado, en referencia al dibujo, podemos apreciar un claro influjo de la obra de Goya. La pincelada es suelta y la línea pierde protagonismo frente a la mancha y al color.
Los colores son apagados y oscuros, con un claro predominio de los marrones por encima del resto, siendo esta otra gran influencia del maestro en la obra de Juliá. 
Por último, en cuanto al tratamiento de la luz, vamos a encontrar una característica que también comparte con el maestro. Para destacar la escena central, Asensio aplica el color blanco en el fondo. Esto se acentúa en el personaje, pues el artista aplica sobre la camisa del mismo una luz muy intensa a base de blancos, con la que consigue modelar las figuras gracias a los contrastes de luces y sombras. 
Esta luz es irreal y tiene como fin máximo destacar la figura en la que esta se proyecta. El ejemplo más representativo de esto se encuentra en el cuadro de Goya Los fusilamientos del tres de mayo. En este caso, Goya aplica con mayor certeza la luz, puesto que, aunque se trate de una luz irreal que proviene de un foco ubicado a conveniencia del artista, el propio foco aporta más realismo y dramatismo a la escena. No ocurre lo mismo en El náufrago de Asensio, pues no está claro de donde proviene el foco lumínico y da la sensación de que la luz se plasma de una forma totalmente arbitraria. 
Dicho todo esto, se puede apreciar en esta obra el sentido romanticista que Asensio Juliá tenía, gracias al tema utilizado en ella y a determinados aspectos del paisaje, pero, como ocurre con Goya, también se puede apreciar la apertura hacia nuevos estilos gracias a la pincelada rápida y al dominio de la mancha y el color, sobre la línea y el dibujo. Este estilo o característica será determinante en la influencia que ejercerán Goya y sus discípulos sobre los pintores impresionistas, que darán una absoluta prioridad a la mancha y el color, frente a la línea y el dibujo.